# IEEE Transactions on Software Engineering
A IEEE Transactions on Software Engineering  é uma revista científica bimestral, peer-reviewed, publicada pela IEEE Computer Society. Foi publicada pela primeira vez em março de 1975. O editor-chefe é Bashar Nuseibeh.
Contém artigos e outras contribuições na área de Engenharia de software, cobrindo os resultados teóricos e estudos empíricos. É considerado o principal jornal (revista) neste domínio.

## Escopo
O foco da IEEE Transactions on Software Engineering (TSE) são os estudos de arquivo que concernem a construção, análise ou gerenciamento de software. Como um jornal de arquivamento, temas adequados para publicação são idéias, que ao longo do tempo, foram estabelecidas como importantes, e têm sido analisadas em profundidade. Esses temas podem ou não ter sido também empiricamente validados, mas são, em qualquer caso, relevantes para a comunidade de engenharia de software.
Software especificamente publicado e tópicos sistemas são especificação, projeto, execução, métodos de desenvolvimento, métodos de manutenção, modelagem de software, análise, validação, confiabilidade, procedimentos de diagnóstico, procedimentos de teste, controle de erros (incluindo redundâncias), avaliação (incluindo mensuração), questões, factores de produtividade, modelos de custo, cronogramas, normas, problemas organizacionais, ferramentas, bancos de dados, questões sobre computação paralela ou distribuída, análises históricas abrangentes e inter-relações de hardware e software.

## Resumos e indexação
Esta revista está indexada nas bases de dados:
- Science Citation Index Expanded
- Current Contents/Engineering, Computing & Technology